# 큰줄흰나비
큰줄흰나비(Artogeia melete)는 흰나비과의 한 종류이다. 주로 낮은 산지의 양지바른 수풀 속에 살면서 계곡 주변의 산길에 핀 참나리, 개망초, 미나리냉이 등 여러 가지 꽃에 모여들어 꿀을 빨아 먹는다. 날개는 전체적으로 흰색으로 이루어져 있고 그 위에 검은색의 날개맥들이 뻗어 있다.